# Гор Вербінскі
Гор Вербінські, Грегор Вербінський (англ. Gregor Verbinski; нар. 16 березня 1964, Ок-Ридж, США) — американський режисер, продюсер, сценарист і музикант польського походження. Найвідоміша робота — трилогія «Пірати Карибського моря».

## Життєпис
Грегор Вербінскі народився в місті Ок-Ридж, штат Теннесі. Він є третьою дитиною із п'яти. Мати — Лауретта Енн (до шлюбу Макгаверн), батько — Віктор Вінсент Вербінскі, ядерний фізик. По батькові Грегор має польське походження.

## Фільмографія
| Рік  | Назва                                               | Оригінальна назва                                      | Режисер | Продюсер | Сценарист | Примітка               |
| ---- | --------------------------------------------------- | ------------------------------------------------------ | ------- | -------- | --------- | ---------------------- |
| 1996 | Ритуал                                              | The Ritual                                             | Так     | Ні       | Так       | короткометражка        |
| 1997 | Мишаче полювання                                    | MouseHunt                                              | Так     | Ні       | Ні        |                        |
| 2001 | Мексиканець                                         | The Mexican                                            | Так     | Ні       | Ні        |                        |
| 2002 | Машина часу                                         | The Time Machine                                       | Так     | Ні       | Ні        | в титрах не зазначений |
| 2002 | Дзвінок                                             | The Ring                                               | Так     | Ні       | Ні        |                        |
| 2003 | Пірати Карибського моря: Прокляття «Чорної перлини» | Pirates of the Caribbean: The Curse of the Black Pearl | Так     | Ні       | Ні        |                        |
| 2005 | Синоптик                                            | The Weather Man                                        | Так     | Ні       | Ні        |                        |
| 2006 | Пірати Карибського моря: Скриня мерця               | Pirates of the Caribbean: Dead Man's Chest             | Так     | Ні       | Ні        |                        |
| 2007 | Пірати Карибського моря: На краю світу              | Pirates of the Caribbean: At World's End               | Так     | Ні       | Ні        |                        |
| 2011 | Ранго                                               | Rango                                                  | Так     | Так      | Так       |                        |
| 2013 | Самотній Рейнджер                                   | The Lone Ranger                                        | Так     | Так      | Ні        |                        |
| 2016 | Ліки від щастя                                      | A Cure for Wellness                                    | Так     | Так      | Так       |                        |

### Виконавчий продюсер
- Таємне життя Волтера Мітті (2013)

## Нагороди та номінації
| Рік  | Фільм                                  | Нагорода                                    | Номінація                                                                                      | Результат |
| ---- | -------------------------------------- | ------------------------------------------- | ---------------------------------------------------------------------------------------------- | --------- |
| 2002 | Дзвінок                                | Сатурн                                      | Найкращий фільм жахів                                                                          | Перемога  |
| 2003 | Дзвінок                                | MTV Movie Awards                            | Найкращий фільм року                                                                           | Номінація |
| 2003 | Дзвінок                                | Teen Choice Awards                          | Найкращий фільм жахів                                                                          | Перемога  |
| 2007 | Пірати Карибського моря: На краю світу | MTV Movie Awards                            | Найкращий фільм року                                                                           | Перемога  |
| 2011 | Ранго                                  | Оскар                                       | Найкращий анімаційний фільм                                                                    | Перемога  |
| 2011 | Ранго                                  | Енні                                        | Найкраща анімаційний фільм                                                                     | Перемога  |
| 2011 | Ранго                                  | Енні                                        | Найкраща режисура анімаційного фільму                                                          | Номінація |
| 2011 | Ранго                                  | Енні                                        | Найкращий сценарій анімаційного фільму (разом із Джеймсом Логаном та Джеймсом Вордом Беркітом) | Перемога  |
| 2011 | Ранго                                  | БАФТА                                       | Найкращий анімаційний фільм                                                                    | Перемога  |
| 2011 | Ранго                                  | Премія Спілки кінокритиків Бостона          | Найкращий анімаційний фільм                                                                    | Перемога  |
| 2011 | Ранго                                  | Вибір критиків                              | Найкращий анімаційний фільм                                                                    | Перемога  |
| 2011 | Ранго                                  | Премія Асоціації кінокритиків Чикаго        | Найкращий анімаційний фільм                                                                    | Перемога  |
| 2011 | Ранго                                  | Золотий глобус                              | Найкращий анімаційний фільм                                                                    | Номінація |
| 2011 | Ранго                                  | Премія Голівудського кінофестивалю          | Найкращий анімаційний фільм                                                                    | Перемога  |
| 2011 | Ранго                                  | Премія IGN                                  | Найкращий анімаційний фільм                                                                    | Перемога  |
| 2011 | Ранго                                  | Премія Асоціації кінокритиків Лос-Анджелеса | Найкращий анімаційний фільм                                                                    | Перемога  |
| 2011 | Ранго                                  | National Board of Review Awards             | Найкращий анімаційний фільм                                                                    | Перемога  |
| 2011 | Ранго                                  | Online Film Critics Society Awards          | Найкращий анімаційний фільм                                                                    | Перемога  |
| 2011 | Ранго                                  | Супутник                                    | Найкращий анімаційний або комбінований фільм                                                   | Номінація |
| 2011 | Ранго                                  | Сатурн                                      | Найкращий анімаційний фільм                                                                    | Перемога  |
| 2011 | Ранго                                  | San Francisco Film Critics Circle           | Найкращий анімаційний фільм                                                                    | Перемога  |
| 2011 | Ранго                                  | Премія Асоціації кінокритиків Торонто       | Найкращий анімаційний фільм                                                                    | Перемога  |
| 2011 | Ранго                                  | Премія Гільдії продюсерів США               | Найкращий анімаційний фільм (разом із Джоном Б. Карлсом)                                       | Номінація |
| 2014 | Самотній рейнджер                      | Сатурн                                      | Найкращий пригодницький фільм, бойовик чи трилер                                               | Номінація |
| 2014 | Самотній рейнджер                      | Золота малина                               | Найгірший фільм                                                                                | Номінація |
| 2014 | Самотній рейнджер                      | Золота малина                               | Найгірший режисер                                                                              | Номінація |
| 2014 | Самотній рейнджер                      | Золота малина                               | Найгірший приквел, ремейк, сиквел чи плагіат                                                   | Перемога  |